# La Pépée du gangster
Pour plus de détails, voir Fiche technique et Distribution.
La Pépée du gangster (La pupa del gangster) est un film franco- italien réalisé par Giorgio Capitani, sorti en 1975.

## Fiche technique
- Titre original : La pupa del gangster
- Titre français : La Pépée du gangster
- Réalisation : Giorgio Capitani
- Scénario : Cornell Woolrich, Ernesto Gastaldi et Tom Rowe
- Photographie : Henri Alekan et Alberto Spagnoli
- Musique : Piero Umiliani
- Pays de production :  Italie,  France
- Format : couleur - 1,66:1 - Mono
- Genre : comédie
- Date de sortie : 1975

## Distribution
- Sophia Loren : Pupa
- Marcello Mastroianni : Charlie Colletto
- Aldo Maccione : Chopin
- Pierre Brice : Commissaire adjoint Salvatore Lambelli
- Alvaro Vitali : Chauffeur de taxi
- Dalila Di Lazzaro : Anna Chino
- Clara Colosimo
- Lorenzo Piani